# Tavertet
Tavertet ist ein Bergdorf und eine katalanische Gemeinde (municipio) mit 131 Einwohnern (Stand: 2024) in der Provinz Barcelona im Nordosten Spaniens. Sie liegt in der Comarca Osona. Neben dem Hauptort Tavertet gehört der Weiler Sant Bartomeu Sesgorgues zur Gemeinde.

## Geographie
Tavertet liegt etwa 60 Kilometer nordnordöstlich von Barcelona in einer Höhe von ca. 870 m. Der aufgestaute Río Ter begrenzt die Gemeinde im Südwesten. Im Gemeindegebiet liegt der Puig Ventós (Windspitze) mit 1127 m. Das Klima ist warm und gemäßigt. Innerhalb eines Jahres fallen 1325 mm Niederschlag.

## Bevölkerungsentwicklung
| Jahr      | 1970 | 1981 | 1991 | 2001 | 2011 | 2021 |
| Einwohner | 1970 | 1981 | 1991 | 2001 | 2011 | 2021 |

## Sehenswürdigkeiten
- Burgruine von Sorerols
- Michaeliskirche von Soserols
- Christopheruskirche von Tavertet
- Bartholomäuskapelle in Sant Bartomeu Sosgorgues

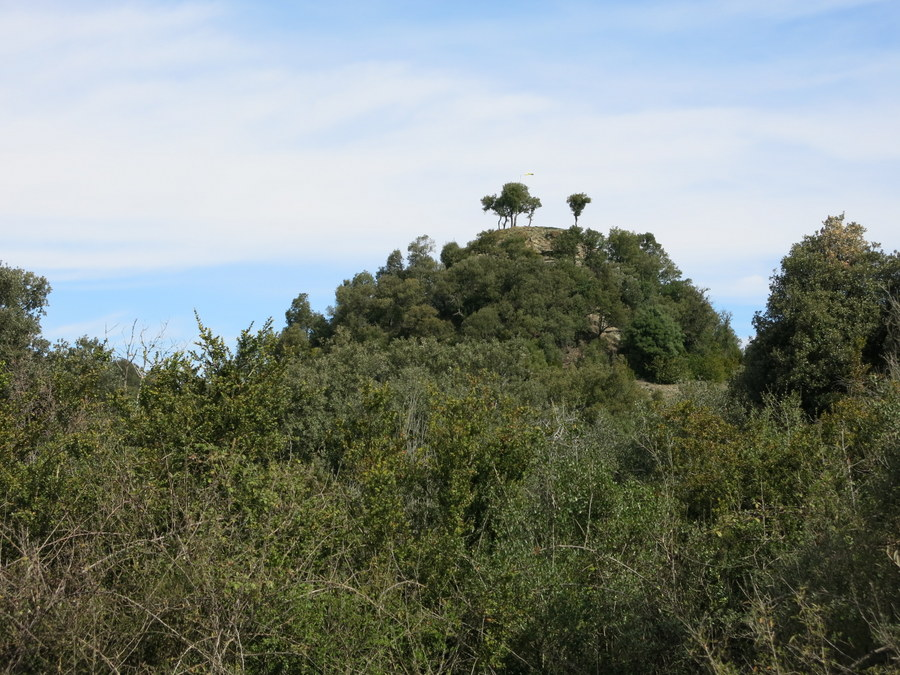
Burgruine von Sorerols
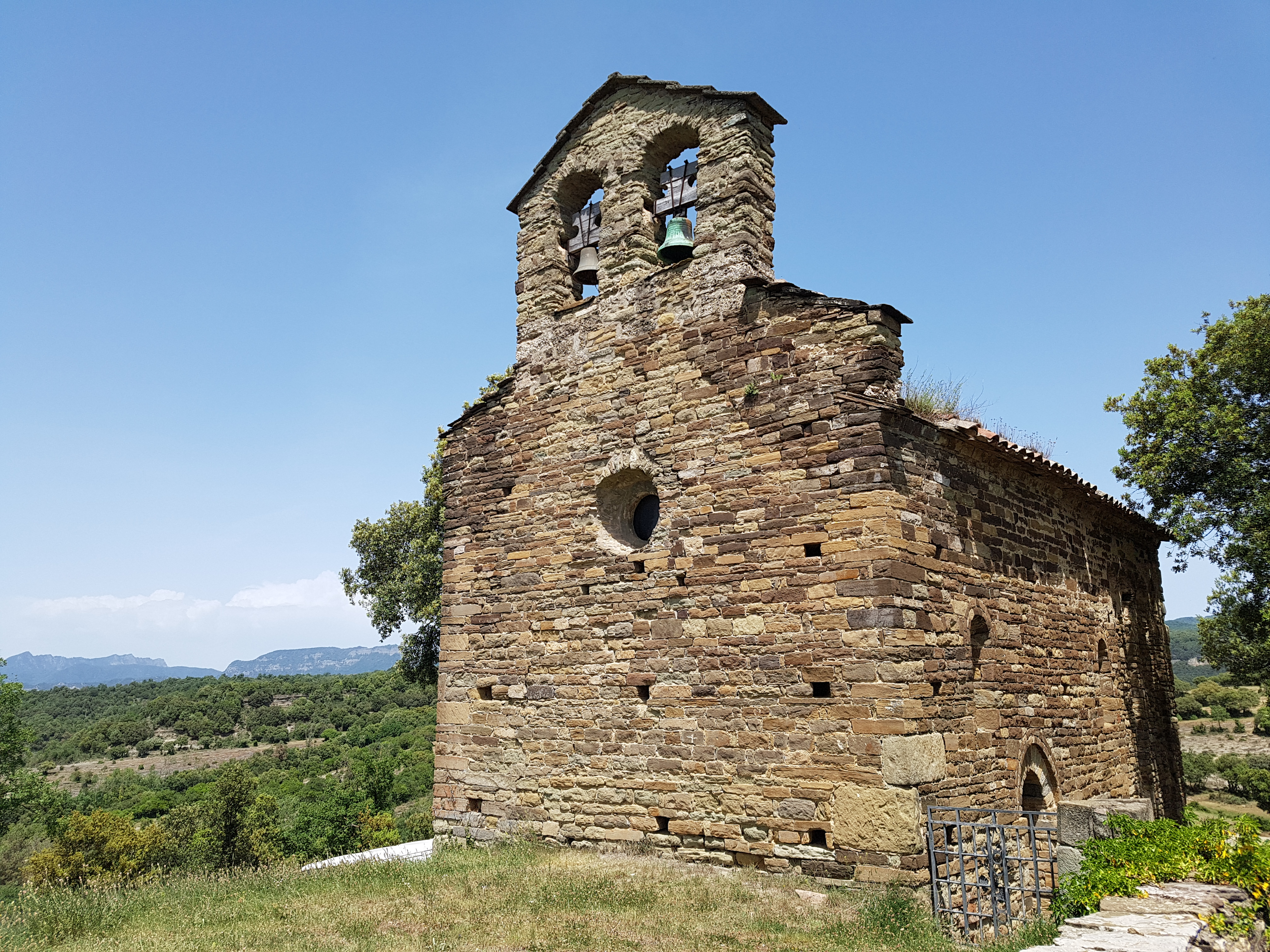
Michaeliskirche
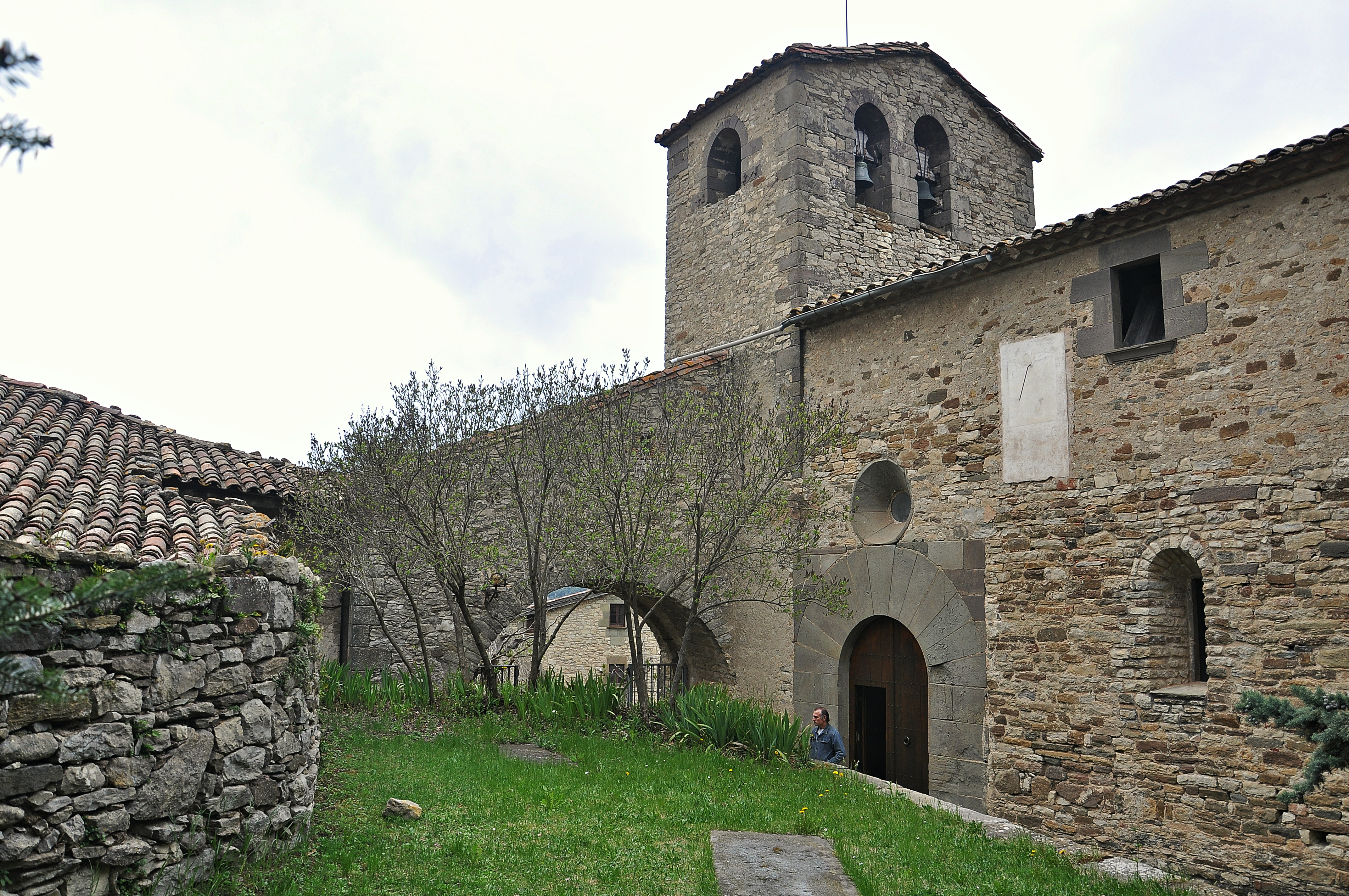
Christopheruskirche
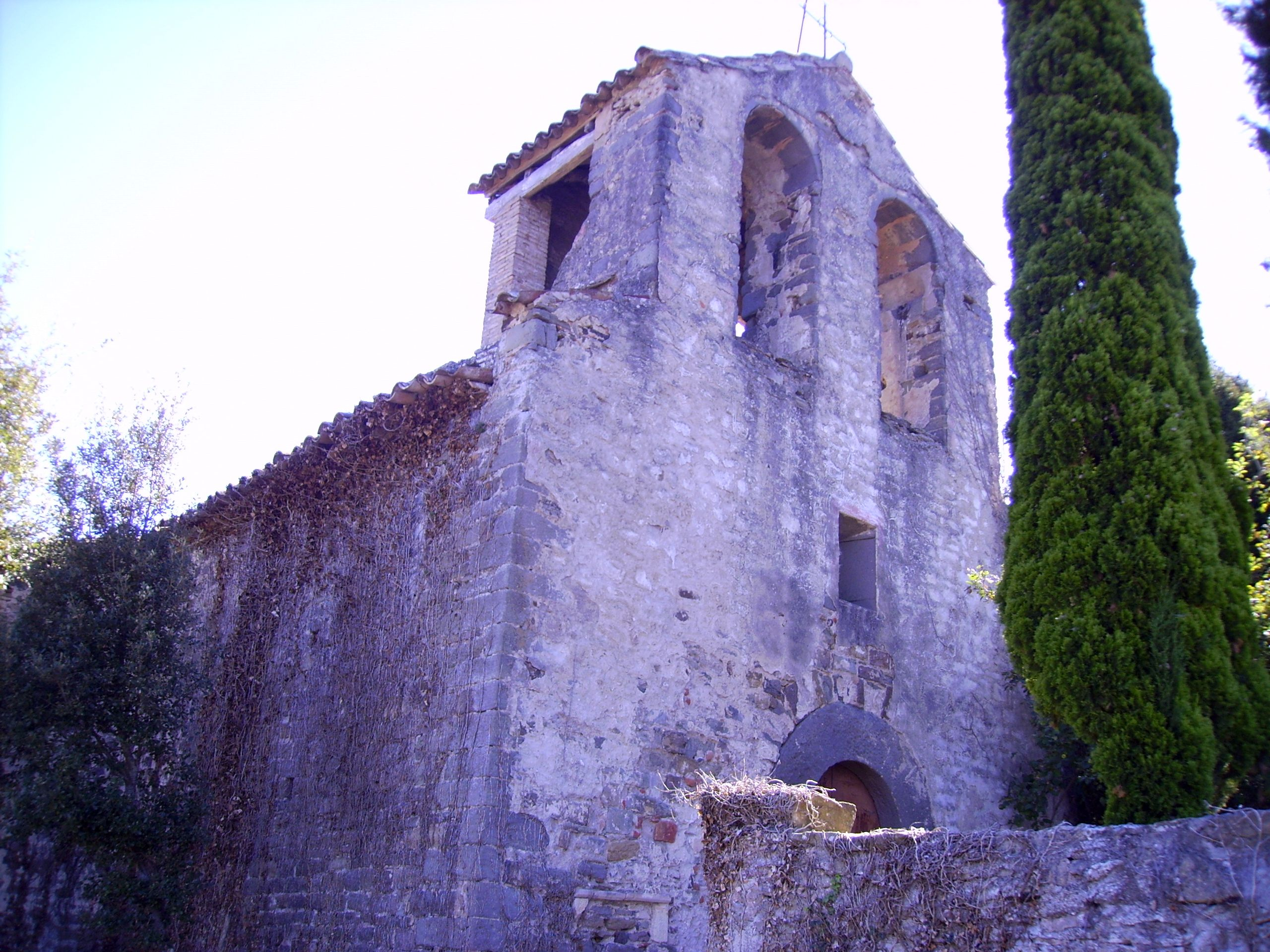
Bartholomäuskapelle
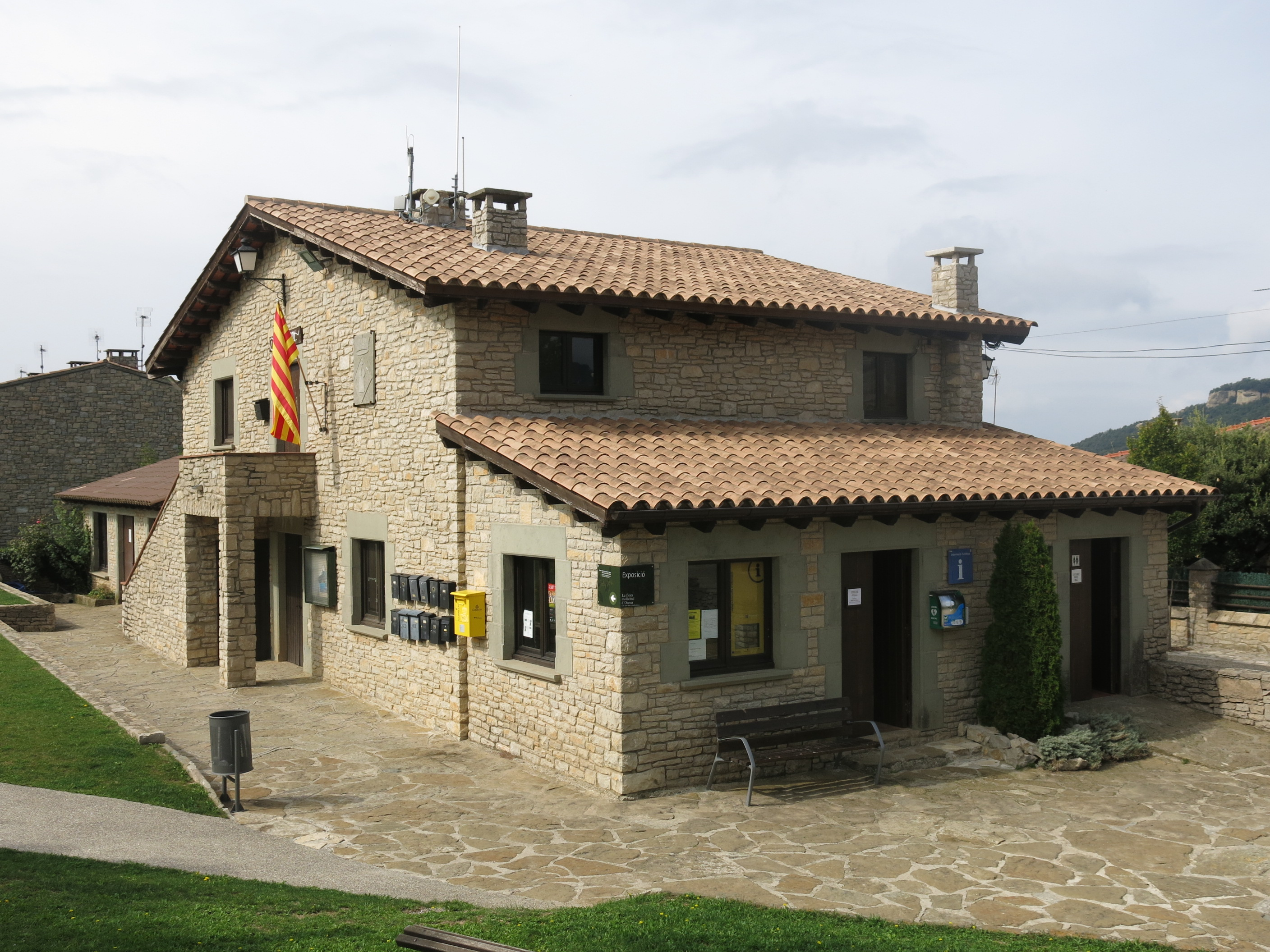
Rathaus
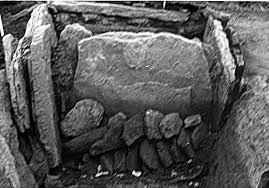
Steinkiste im Tumulus St. Corneli